# Из Сибири в Москву
«Из Сиби́ри в Москву́» (дат. Fra Sibirien til Moskov) — последний балет Августа Бурнонвиля, созданный под впечатлением от его поездки в Россию в 1874 году. Премьера спектакля на музыку Карла Кристиана Мёллера состоялась в Копенгагене 7 декабря 1876 года на сцене Королевского театра, в исполнении артистов Королевского балета.

## История создания
Вскоре после неудачной премьеры балета по сказкам Андерсена «Сказка в картинах» (1871) благодаря содействию и хлопотам Ханса Кристиана Бурнонвиль получил Анкеровскую премию, став первым балетмейстером, получившим лавровый венок, вручавшийся писателям и поэтам исключительно за литературную деятельность. Это позволило ему совершить большое путешествие в Западную Европу и неизвестную ему Россию. 
Весной 1874 года Бурнонвиль посетил Москву и Санкт-Петербург. Здесь он встретился с Христианом Иогансоном и Мариусом Петипа, который показал ему несколько своих балетов. Бурнонвиль, увидевший «Дочь фараона», «Бабочку», «Царя Кандавла», «Дон Кихота» и «Эсмеральду», отметил, что все эти спектакли «поставлены с роскошью, не знающей равной ни в одном из театров Европы», однако осудил «бесстыдство стиля, заимствованного у гротесковых итальянцев» и «гимнастические экстравагантности, не имеющие отношения ни к настоящему танцу, ни к искусству пластики и не оправданные ни ролью, ни действием балета» — как чуждые принципам Новерра и Вестриса. 
Бурнонвиль уже не раз представлял в Копенгагене спектакли, навеянные впечатлениями от поездок по Европе. На этот раз по возвращении в Данию он приступил к постановке «русского» балета на основе своих путевых заметок. Для оформления он использовал дорогие декорации, оставшиеся от пьесы «Праздник императора в Кремле», провалившейся в Королевском театре незадолго до того. Действие «Из Сибири в Москву» разворачивается вокруг дворянина-революционера (декабриста?), сосланного в Сибирь: дочь спасает отца от неволи и помогает ему вернуться домой. 
По примеру увиденной в Петербурге «Дочери фараона» Петипа, Бурнонвиль включил в свой балет большой дивертисмент «Реки Европы», используя для него хореографию, которую счёл характерной для петербургской балетной сцены, при этом в своих записках имени Петипа он прямо не назвал. 

Эффектной кульминацией стала пляска реки Невы. И тут я должен честно сознаться, что в сочинении славянских танцев испытал сильное влияние Радиной и Мадаевой, характерных танцовщиц из Петербурга, хотя скопировать их в точности мне не удалось.— Август Бурнонвиль
Бурнонвиль стремился к реализму. В отличие от «рек» Петипа, танцующих в волшебном подводном царстве, его «реки» танцевали на маскарадном балу при дворе императора Павла I. Согласно хореографу, среди других танцев «произвели фурор казаки с их захмелевшим вожаком Гаде».
«Из Сибири в Москву» стал последний балетом балетмейстера, скончавшегося в 1879 году. Постановка имела успех и была представлена в Королевском театре 46 раз.

## Действующие лица
- император Павел Петрович
- императрица
- Смирнов, дворянин — Вальдемар Прайс[дат.]
- Наталья, дочь Смирнова
- Иванов
- Петров
- лорд-камергер

## Дальнейшая судьба
В начале XX века театральный репертуар в Дании претерпел серьёзные изменения: страна переживала период индустриализации и места в театральных залах по большей части заняли предприниматели и буржуа, вкусы которых сильно отличались от вкусов старой аристократии — теперь от балета требовалось быть лишь весёлым окончанием приятного вечера. Многие спектакли были сняты с афиши помимо воли труппы, другие же подверглись серьёзной редактуре и сокращениям в угоду веяниям времени. «Из Сибири в Москву» в последний раз был исполнен 14 февраля 1904 года. 
После 13-летнего перерыва, в 1917 году, театр решил восстановить постановку и дирекция обратилась за разрешением к королю. Поскольку супруга Кристиана X, королева-консорт Дании Александрина Мекленбург-Шверинская состояла в родстве с Российским императорским домом, будучи внучкой великого князя Михаила Николаевича и правнучкой императора Николая I, в связи с революцией в России и отречением царя момент был признан неподходящим — король посчитал, что постановка балета о революционерах может быть воспринята как свидетельство политической позиции его семьи и страны в целом.   

### Возобновление
Впоследствии, на волне интереса к наследию Бурнонвиля, балет был восстановлен и вновь вошёл в репертуар Датского королевского балета. Реконструкцией спектакля на основе записей и других исторических материалов занимались Фрэнк Андерсен, Динна Бьёрн, Анн-Мари Вессел-Шлютер и супруга Андерсена Ева Клоборг. 22 октября 2009 года по инициативе Нины Ананиашвили балет был поставлен в Тбилиси, на сцене театра оперы и балета имени Палиашвили.

## Фильмография
Танец жокеев из балета «Из Сибири в Москву» был заснят вместе с фрагментами некоторых других балетов Бурнонвиля в 1902—1906 годах пионером кинематографа Петером Эльфельтом. Отреставрированные в 1975—1979 годах, эти съёмки составляют старейший фильм-балет в истории кино. 